# Saga
Saga («Сага») — канадський квінтет напрямку прогресивний рок (неопрогресив), заснований в м. Оквілл, Канада.

## Біографія
Засновниками гурту виступили: бас-клавішник Джім Крічтон (Jim Crichton), вокаліст та основний автор пісень Майкл Седлер (Michael Sadler), гітарист Іан Крічтон (Ian Crichton), клавішник Пітер Рочон (Peter Rochon), ударник Стів Неґус (Steve Negus).
Раніше відомий як Pockets, квінтет був сформований у 1977 р. залучивши провідних музикантів з іншого гурту Fludd. Колектив змінив свою назву на Saga після розпочатого ними багатокомпозиційного циклу «розділів» («Chapters») в своїх перших чотирьох альбомах. Пізніше, в 1999 році, гурт знову повернувся до цієї концепції в наступних трьох альбомах. Композиції «розділів» («Chapters») часто виконувались на концертах групи під час розширених турне Канадою, США та деякими європейськими країнами.
Перший дебютний альбом, що називався так само, як і квінтет, Saga, з'явився в червні 1978 р. та відразу приніс їм першу славу (композиція «Humble Stance»). Тоді ж команду залишив клавішник Пітер Рочон, його місце посів Ґреґ Чедд (Greg Chadd). Два наступні альбоми теж зайняли помітні місця в європейських, канадських та американських чартах. Хіт «It's time» з альбому «Images at Twilight» (1979) досяг першої десятки в Канаді відразу після його виходу і зробив колектив вельми популярним на їхній батьківщині під час сумісного турне разом з іншим канадським гуртом Rush. Хітовою в США та Канаді стала композиція «Careful Where You Step» з альбому «Silent Knight» (1980). В проміжок часу між записами цих альбомів помінявся клавішник: на заміну Чедду прийшов Джім Ґілмор (Jim «Daryl» Gilmour).
Наступний і найпопулярніший альбом «Worlds Apart» (1981), що продюсував Руперт Гайн (Rupert Hine) став золотим і спонукав масові покази на телеканалі MTV. Пісня-гімн «On The Loose» потрапила до Топ-40 США та Канади, а лідер альбому — композиція «Wind Him Up» (в якій йдеться про примусову ризиковану азартну гру) — спричинила справжній резонанс серед глядачів і транслювалася в 1982—1983 р.р. постійно.
Саме в цей час, в 1982 р., Saga стала першим канадським рок-гуртом, якому вдалося виступити по інший бік «залізної завіси» перед 10000 шанувальниками під час відкриття нової спортивної арени в Будапешті. Записи цього концерту склали основу «живого» альбому «In Transit» (1982). Інший подібний виступ гурту відбувся у вересні 1983 р. на території колишньої НДР.
Надалі успіх в 1983 році приніс альбом «Heads or Tales» (№ 1 в німецьких чартах, входив до першої п'ятірки інших європейських країн). З синглів виділялася композиція «Scratching the Surface» з основним вокалом Джіма Ґілмора. Також поміченою залишилася композиція «The Flyer». В 1985 р. колектив випустив альбом «Behaviour», який критики зустріло прохолодно, хоча композиції «What Do I Know?», «Take a Chance», «Misbehaviour» теж були відмічені як вдалі.
В 1986 р. Стів Неґус та Джім Ґілмор залишили квінтет, заснувавши власний проект Gilmour-Negus Project (GNP). Тим часом Saga продовжувала працювати разом з братами Крічтонами, запрошуючи час від часу для виступів різних музикантів.
Випуск нового альбому «Wildest Dreams» (1987), що відбувся в студії «Atlantic Records», спонукав хороший рівень продаж в європейських країнах та Канаді, проте в США цей альбом не досяг рівня популярності, на який раніше сподівалися учасники колективу. З того часу, Saga зосередилася на створенні європейських альбомів, як, наприклад, у 1989 р. «The Beginner's Guide to Throwing Shapes», які демонстрували повернення колективу до його попередньої форми.
У 1993 р. Стів Неґус та Джім Ґілмор знов возз'єдналися з Saga, записавши разом альбом «повертанців» «The Security Of Illusion», який відновив віру в багатьох послідовників гурту. Проте, «Steel Umbrellas» (1994) вважають нерівним при порівнянні з попереднім, хоча в 1993—1994 р.р. європейські тури довели: члени не втратили свій дух як концертні виконавці. В цей самий період творчості учасники колективу займалися створенням музичних композицій для популярного в США телешоу «Cobra».
Джім Крічтон в 1995 р. написав більшість композицій до дуже вдалого концептуального альбому «Generation 13».
На цю роботу колектив надихнув політичний трактат з такою ж назвою, де йшлося про історію драматичних пошуків головним героєм свого справжнього батька. Важчі музичні композиції тут вже звучать подібно до Rush чи Kansas, іншим основним моментом альбому вважаються нові роботи витонченого вокалу Майкла Седлера.
Напередодні свого 20-го щорічного турне в 1997 р. вийшов альбом «Pleasure and the Pain», але він не відповідав створеному до свого випуску інтересу шанувальників. Тоді ж був виданий альбом «Phase 1», що містив демонстраційні роботи від альбому 1979 р. «Images at Twilight», раніше вони вважалися не достатньо прийнятними для альбому, деякі з них були просто різними версіями композицій. В 1998 р. наступне турне було засноване на «DeTours», подвійному концертному альбомі, що розповсюдився у цілому світі.
Три відносно нові альбоми, «Full Circle» (1999), «House of Cards» (2001) та «Marathon» (2003) вдалися набагато кращими. Приємний для слухачів сінґл «Money Talks» досяг першої п'ятірки телетрансляцій в Канаді. Всі ці три альбоми містили нові «розділи» («Chapters»), демонструючи повернення до стилю прогресивного року раннього періоду групи.
Наприкінці 2004 р. колектив видав альбом «Network», в якому на ударних замість Неґуса вже грав Крістіан Сімпсон (Christian Simpson), а в 2005 р. — новий «живий» альбом «Chapters Live», в якому воєдино були зібрані та відіграні за нумераційним порядком всі «розділи» («Chapters»).
Надалі, в 2006 р. був виданий ще один альбом «Trust», в якому було репрезентовано їхнього ще одного нового ударника Брайена Дернера (Brain Doerner) з гурту Helix, що замінив Сімпсона. Це один з найкращих альбомів за багато років згідно з кількістю прихильників та зацікавлених музичних бізнесменів.
Попри те, що Джім Крічтон та Майкл Седлер обидва мешкають в окрузі Лос-Анжелеса, їм так досі не вдалося створити турне групи всією Америкою починаючи з 1986 р. Проте, наприкінці 2005 р., Майкл Седлер організував обмежене турне на Західному Узбережжі США з метою популяризації власного сольного альбому «Clear».
Подібно до Ґілмора та Седлера власні авторські роботи разом з власноствореним колективом, що називався «Ian Crichton Band», випустив Іан Крічтон. Він також запрошувався до сесійних записів в альбомі «Aura» (2001 р.) супергурту Asia.
У 2006 р. Майкл Седлер, Іан Крічтон та Джім Ґілмор брали участь разом з вокалістом з гурту Dream Theater Джеймсом ЛаБрі (James LaBrie) та іншими відомими музикантами в запису альбому «Babysteps» — проект, який очолив німецький мультиінструменталіст Геннінґ Паулі (Henning Pauly), що нині мешкає в США.
У 2007 р. вийшов подвійний альбом «Worlds Apart Revisited», реалізований в аудіо (CD) та відео (DVD) версіях. Він є записом концерту, що проходив в м. Праттелн, Швейцарія, з нагоди 25-ї річниці альбому «Worlds Apart». Це був несподіваний та приємний подарунок прихильникам гурту, через те, що в альбом увійшли в новому звучанні всі композиції класичного «Worlds Apart» разом з іншими вельми популярними композиціями інших межуючих у часі періоду 1978—1983 р.р. альбомів гурту.
Нарешті, в листопаді 2007 р., в 30-у річницю заснування гурту, вийшов останній альбом квінтету «10,000 Days», що був реалізований разом з його останнім запланованим турне Європою. Це став останній альбом разом з Майклом Седлером через його здійснення власних намірів залишити колектив. У 2008 році готується до випуску «жива» версія альбому «10,000 Days», що увібрала концертні записи виступу гурту в Мюнхені у 2007 р.
Через наміри Седлера залишити колектив гуртом було оголошено конкурс на вакантне місце вокаліста. Музиканти записали інструментальні версії «On the Loose» та «Wind Him Up» і запропонували всім охочим їх виконувати через інтернет-канал «YouTube», після чого провели відбір всіх перспективних виконавців. 15 квітня 2008 «Saga» анонсували про нового основного вокаліста гурту. Ним став Роб Моратті (Rob Moratti) з Торонто, колишній співак гурту New Frontier. Моратті має більш як десятирічний досвід праці в індустрії канадської рок-музики. Моратті збирається зосередити зусилля лише на вокалі, відмежовуючись від гри на різних інструментах, що було притаманне Седлеру. Перший музичний вихід Saga разом з Моратті відбувся влітку 2008 р.
2009 рік відзначився випуском нового і першого за участю Моратті студійного альбому «The Human Condition», офіційний вихід у світ якого відбувся навесні 2009 р. Гурт провів у 2009 році турне Європою та Канадою. Через хворобу барабанщика Дернера на ударних було запрошено до участі Кріса Сазерленда (Chris Sutherland), який і раніше так само неодноразово запрошувався до сесійних виступів.
28 січня 2011 року на сайті гурту розміщено офіційне повідомлення про повернення Майкла Седлера як фронтмена та лідер-вокаліста до Saga. Про це також проінформовано на власному сайті Майкла Седлера.
01 лютого 2012 р. Saga повідомила, що після 6-річної з нею співпраці гурт залишив Брайен Дернер. Новим ударником був проголошений Майк Торн (Mike Thorn).
27 червня 2014 р. Saga видала свій 21-й альбом під назвою «Sagacity», який отримав здебільшого позитивні (але і чимало негативні) відгуки шанувальників. Альбом швидко очолив списки iTunes rock в Європі (головним чином в Німеччині).
У січні 2017 р. Майкл Седлер проанонсував про розформування гурту відразу після закінчення їхнього останнього туру «Final Chapter». Він також повідомив, що відбудеться їхній одноразовий виступ під час пароплавного музичного круїзу «Cruise to the Edge» випуску 2018 р.
5 серпня 2018 року басист і співзасновник Джім Крічтон покинув гурт перед двома останніми концертами, і був замінений новим учасником Дасті Честерфілдом.Тур породив концертний реліз So Good So Far - Live at Rock of Ages, який вийшов 28 вересня 2018 року.
Після переосмислення на прохання шанувальників, Saga вирішили продовжити свої виступи наживо.
На початку 2020 року гурт виступив у Німеччині та Скандинавії в рамках світового турне Out of the Shadows World Tour.
Після завершення туру учасники гурту зачинилися у своїх домашніх студіях під час карантину через пандемію COVID-19, щоб записати акустичний альбом під назвою «Symmetry», який вийшов 12 березня 2021 року. Перший сингл «Tired World» був доступний для стрімінгу, за ним послідували «Wind Him Up» і «Always There». Для останнього фанатів попросили надіслати відеоматеріал, який потім змонтували у відеокліп. Хоча Джім Крічтон припинив гастролювати з гуртом, він брав активну участь у роботі над альбомом «Symmetry», граючи на бас-гітарі та керуючи новими аранжуваннями.

## Учасники гурту
- Майкл Седлер (Michael Sadler) — вокал, гітара, бас, клавішні, Moog синтезатор (1977–2007, 2011 — дотепер)
- Іан Крічтон (Ian Crichton) — гітара
- Джім Ґілмор (Jim Gilmour) — клавішні, вокал, кларнет, гармоніка
- Майк Торн (Mike Thorne) — барабани
- Дасті Честерфілд (Dusty Chesterfield) — бас, клавішні

### Колишні учасники
- Крістіан Сімпсон (Christian Simpson) — барабани (2003–2005)
- Джім Крічтон (Jim Crichton) — бас, клавішні (1977 - дотепер; студія лише з 2019 року)
- Стів Неґус (Steve Negus) — барабани (1977–1986, 1992–2003)
- Ґреґ Чедд (Gregg Chadd) — клавішні (1979)
- Пітер Рочон (Peter Rochon) — клавішні (1977–1978)
- Роб Моратті (Rob Moratti) — вокал (2008–2010)
- Брайен Дернер (Brian Doerner) — барабани, бек-вокал (2006–2012)

### Музиканти, запрошені до студії та сесій
- Кріс Сазерленд (Chris Sutherland) — барабани (2007, 2009) (сесія)
- Ґлен Собел (Glen Sobel) — барабани (1997) (студія)
- Маркус Демл (Marcus Deml) — гітара (1995) (сесія)
- Ґрегем Лір (Graham Lear) — барабани (1990) (сесія)
- Річард Бейкер (Richard Baker) — клавішні (1990) (сесія)
- Карт Кресс (Curt Cress) — барабани (1987, 1989) (студія)
- Тревор Моррелл (Trevor Morrell) — барабани (1988) (сесія)
- Тім Мур (Tim Moore) — клавішні (1988) (сесія)

## Дискографія

### Альбоми CD
- 1978: Saga
- 1979: Images At Twilight
- 1980: Silent Knight
- 1981: Worlds Apart
- 1982: In Transit — Live
- 1983: Heads or Tales
- 1985: Behaviour
- 1987: Wildest Dreams
- 1989: The Beginner's Guide to Throwing Shapes
- 1993: The Security of Illusion
- 1994: Steel Umbrellas
- 1995: Generation 13
- 1997: Pleasure & The Pain
- 1998: Phase One
- 1998: Detours — Live (2 CD)
- 1999: Full Circle
- 2001: House of Cards
- 2003: Marathon
- 2004: Network
- 2005: Chapters Live (2 CD)
- 2006: Trust
- 2007: Worlds Apart Revisited (2 CD)
- 2007: 10,000 Days
- 2009: Contact (2 CD)
- 2009: The Human Condition
- 2011: Heads or Tales Live
- 2012: 20/20
- 2013: Spin It Again! Live in Munich (2CD)
- 2014: Sagacity
- 2021: Symmetry

### Компіляції CD
- 1991: The Works
- 1993: All The Best 1978 −1993
- 1994: The Very Best Of Saga
- 1994: Defining Moments
- 1995: Saga Softworks (інтерактивна антологія)
- 1995: Wildest Dreams
- 1997: How Do I Look
- 2006: Remember When — The Very Best Of Saga

### Видання на DVD
- 2003: Silhouette
- 2003: Marathon World Tour 2003
- 2003 The Official Bootleg
- 2004: All Areas — Live in Bonn
- 2007: Worlds Apart Revisited (Концерт в Праттелні у 2005 р.,2 DVD/версія 2DVD + 2CD)
- 2009: Contact (Концерт в Мюнхені у 2007 р., 2 DVD/версія 2DVD + 2CD)
- 2013: Spin It Again! Live in Munich (DVD9, Blu-Ray)